# Hopleidos lineopictus
Hopleidos lineopictus är en skalbaggsart som beskrevs av Künckel D'herculais 1887. Hopleidos lineopictus ingår i släktet Hopleidos och familjen Melolonthidae. Inga underarter finns listade i Catalogue of Life.